# بين بيردسال
بين بيردسال (بالإنجليزية: Ben Birdsall)‏ هو كاتب ورسام بريطاني، ولد في 1967 في كيثلي ‏ في المملكة المتحدة.